# Rhombonotus gracilis
Rhombonotus gracilis är en spindelart som beskrevs av Koch L. 1879. Rhombonotus gracilis ingår i släktet Rhombonotus och familjen hoppspindlar. Inga underarter finns listade i Catalogue of Life.